# Eliminatórias da Copa do Mundo FIFA de Futebol de Areia – CONMEBOL
As eliminatórias da CONMEBOL para a Copa do Mundo de Futebol de Areia da FIFA (em espanhol: Eliminatorias CONMEBOL al Mundial de la FIFA de Fútbol Playa), também conhecido anteriormente como Campeonato Sul-Americano de Futebol de Areia (espanhol: Sudamericano de Fútbol Playa), foi o principal campeonato de futebol de areia da América do Sul, disputado entre as seleções masculinas seniores dos integrantes da CONMEBOL.
O torneio funcionou como uma rota de qualificação para as nações sul-americanas para a Copa do Mundo de Futebol de Areia. Os vencedores do campeonato também foram coroados campeões continentais. Coincidindo com a realização anual da Copa do Mundo, a competição ocorreu anualmente até 2009; a Copa do Mundo passou então a ser bienal, e como evento suplementar de qualificação, o campeonato seguiu o exemplo.

## História
O campeonato foi estabelecido em 2006, depois que a FIFA tornou obrigatório que todas as confederações começassem a realizar torneios de qualificação para determinar a(s) melhor(es) seleção(ões) em sua região, e portanto, quem representaria seu continente na próxima Copa do Mundo (anteriormente, nações foram simplesmente convidadas a jogar sem ter que ganhar seu lugar). A primeira edição foi precedida por um torneio de qualificação conjunto com a CONMEBOL em 2005; um segundo e último evento conjunto foi realizado em 2007. A FIFA atualmente aloca três vagas para a América do Sul na Copa do Mundo, e portanto, as três primeiras equipes (campeões, vice-campeões e vencedor do play-off do terceiro lugar) se classificam para as finais da Copa do Mundo.
O Beach Soccer Worldwide (BSWW) originalmente organizou a competição sob o título FIFA Beach Soccer World Cup CONMEBOL qualifier. Em 2013, a CONMEBOL começou a relatar o evento usando o já mencionado título Sudamericano (como o torneio ficou conhecido informalmente) antes de assumir o controle organizacional sob um novo título em 2017.
Em julho de 2022, a CONMEBOL decidiu interromper o torneio já que os representantes da CONMEBOL na Copa do Mundo FIFA de Futebol de Areia seriam determinados via Copa América de Futebol de Areia, torneio instituído pela CONMEBOL em 2016 mas que não cedeu vagas para o Mundial Xícara.
O Brasil foi o último campeão e a nação mais vitoriosa com oito títulos. Eles também venceram o evento conjunto de 2005.

## Campeões

### Campeonato da CONMEBOL
| Ano           | Local                   | Final     | Final  | Final        | Disputa do 3º lugar | Disputa do 3º lugar | Disputa do 3º lugar |
| Ano           | Local                   | Campeão   | Placa  | Vice-campeão | 3º lugar            | Placa               | 4º lugar            |
| ------------- | ----------------------- | --------- | ------ | ------------ | ------------------- | ------------------- | ------------------- |
| 2006 Detalhes | Macaé, Brasil           | Brasil    | 9 – 2  | Uruguai      | Argentina           | 2 – 0               | Venezuela           |
| 2008 Detalhes | Buenos Aires, Argentina | Brasil    | 6 – 1  | Argentina    | Uruguai             | 5 – 1               | Venezuela           |
| 2009 Detalhes | Montevidéu, Uruguai     | Brasil    | 10 – 1 | Uruguai      | Argentina           | 9 – 8               | Equador             |
| 2011 Detalhes | Rio de Janeiro, Brasil  | Brasil    | 6 – 2  | Argentina    | Venezuela           | 5 – 2               | Colômbia            |
| 2013 Detalhes | Merlo, Argentina        | Argentina | 6 – 2  | Paraguai     | Brasil              | 11 – 5              | Equador             |
| 2015 Detalhes | Manta, Equador          | Brasil    | 6 – 2  | Paraguai     | Argentina           | 11 – 5              | Equador             |
| 2017 Detalhes | Lambaré, Paraguai       | Brasil    | 7 – 5  | Paraguai     | Equador             | 4 (1) – 4 (0)       | Argentina           |
| 2019 Detalhes | Rio de Janeiro, Brasil  | Brasil    | 10 – 1 | Uruguai      | Paraguai            | 6 – 5               | Argentina           |
| 2021 Detalhes | Rio de Janeiro, Brasil  | Brasil    | 3 – 1  | Uruguai      | Paraguai            | 4 – 2               | Colômbia            |

#### Títulos por país
| Seleção   | Campeão                                            | Vice-campeão               | 3º lugar             |
| --------- | -------------------------------------------------- | -------------------------- | -------------------- |
| Brasil    | 8 (2006, 2008, 2009, 2011, 2015, 2017, 2019, 2021) | –                          | 1 (2013)             |
| Argentina | 1 (2013)                                           | 2 (2008, 2011)             | 3 (2006, 2009, 2015) |
| Uruguai   | –                                                  | 4 (2006, 2009, 2019, 2021) | 1 (2008)             |
| Paraguai  | –                                                  | 3 (2013, 2015, 2017)       | 2 (2019, 2021)       |
| Venezuela | –                                                  | –                          | 1 (2011)             |

### Campeonato da CONMEBOL–CONCACAF
| Ano           | Local                  | Final          | Final | Final        | Disputa do 3º lugar | Disputa do 3º lugar | Disputa do 3º lugar |
| Ano           | Local                  | Campeão        | Placa | Vice-campeão | 3º lugar            | Placa               | 4º lugar            |
| ------------- | ---------------------- | -------------- | ----- | ------------ | ------------------- | ------------------- | ------------------- |
| 2005 Detalhes | Rio de Janeiro, Brasil | Brasil         | 5 – 2 | Uruguai      | Estados Unidos      | 4 – 2               | Argentina           |
| 2007 Detalhes | Acapulco, México       | Estados Unidos | 4 – 3 | Uruguai      | Argentina           | 6 – 5               | México              |

#### Títulos por país
| Seleção        | Campeão  | Vice-campeão   | 3º lugar |
| -------------- | -------- | -------------- | -------- |
| Estados Unidos | 1 (2007) | –              | 1 (2005) |
| Brasil         | 1 (2005) | –              | –        |
| Uruguai        | –        | 2 (2005, 2007) | –        |
| Argentina      | –        | –              | 1 (2007) |